# Athenäum (Bukarest)

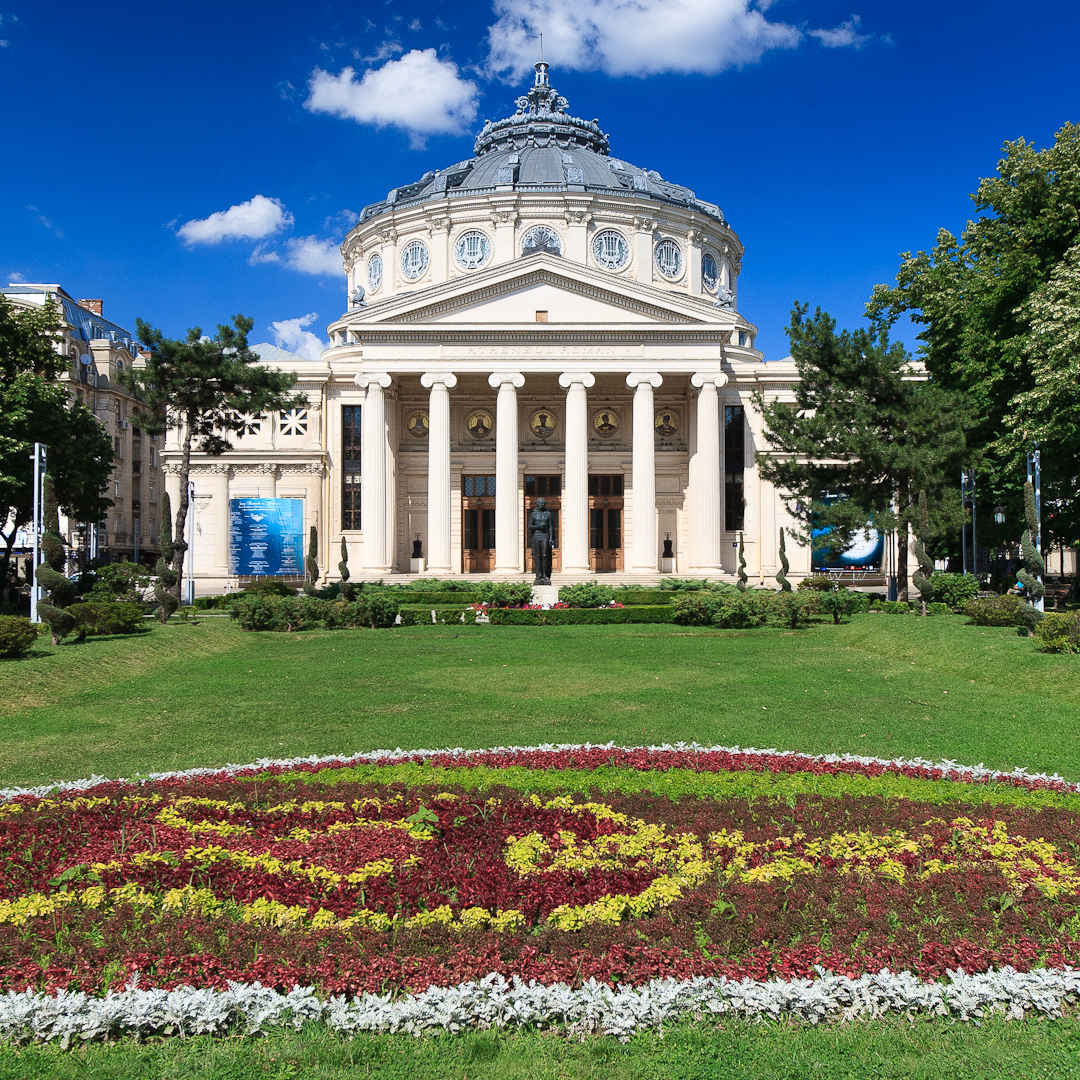
Athenäum

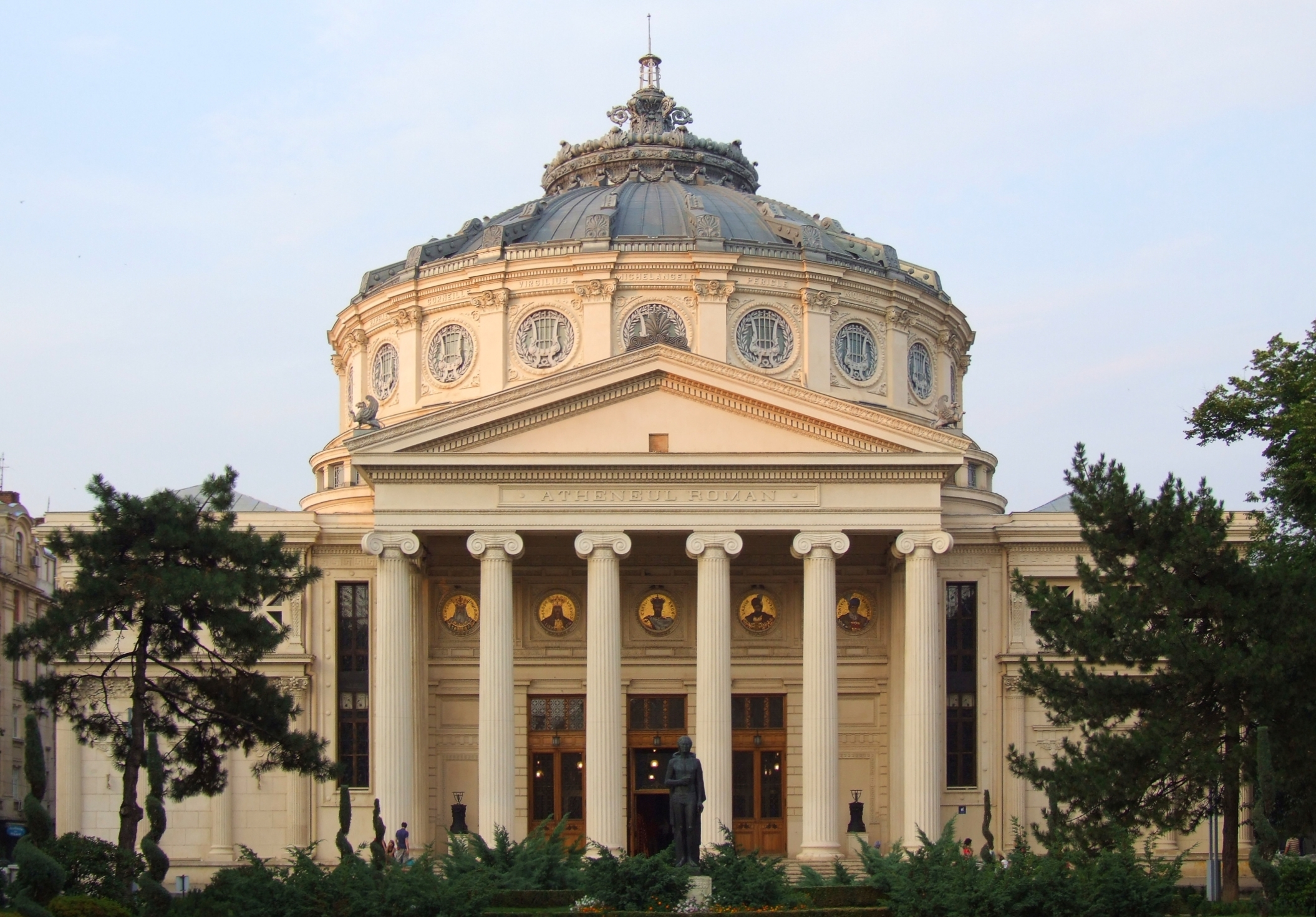
Eingang

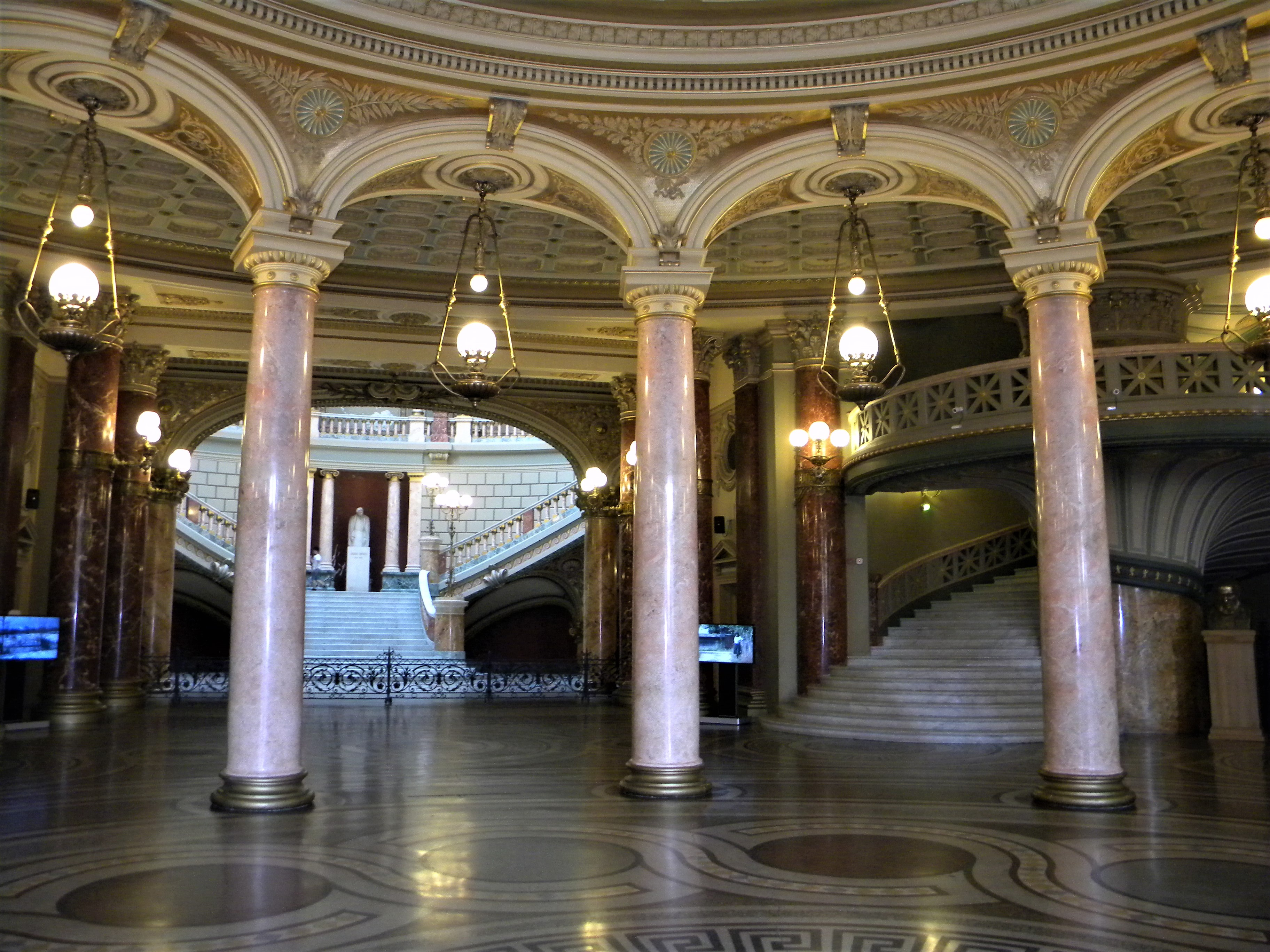
Säulen

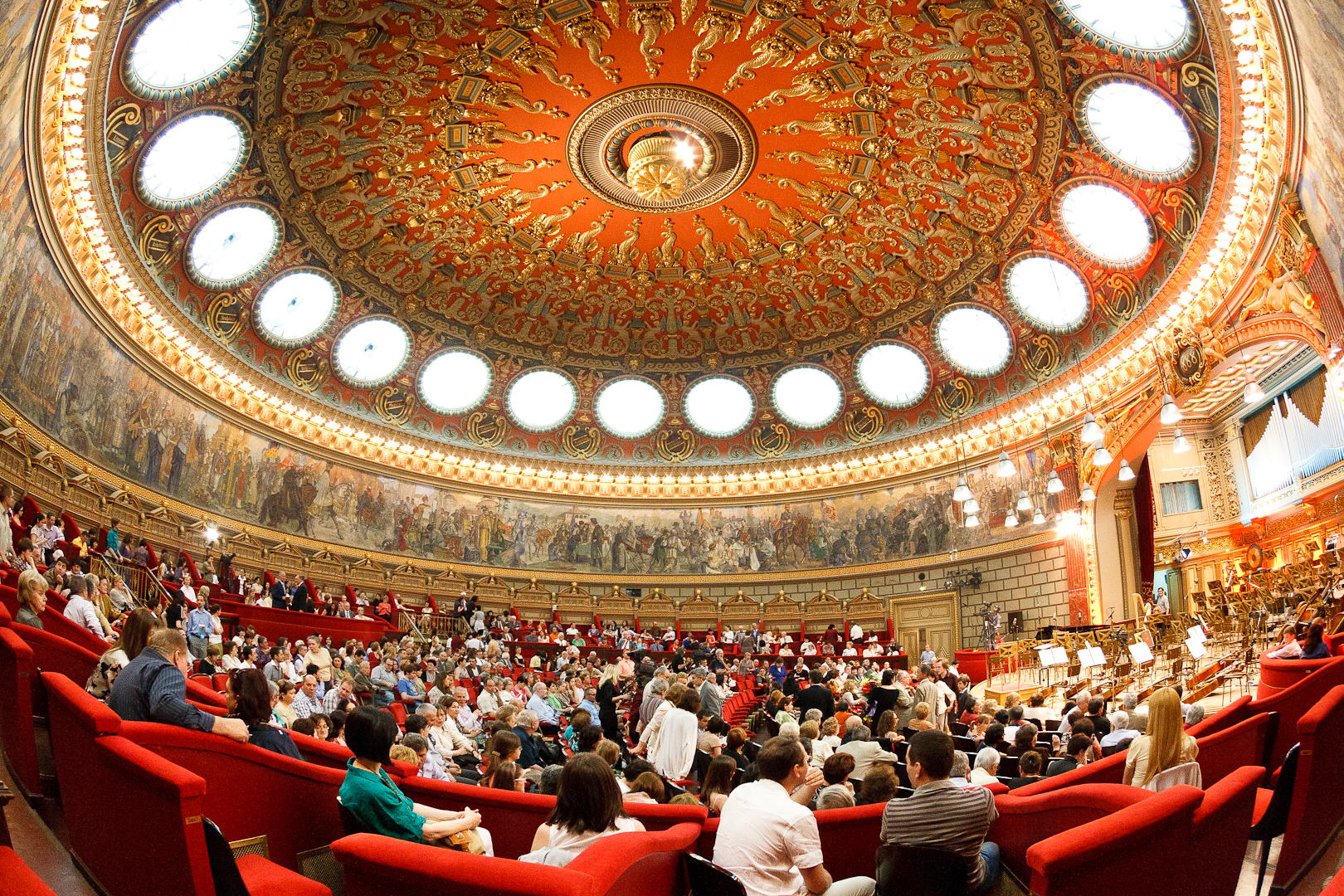
Konzertsaal

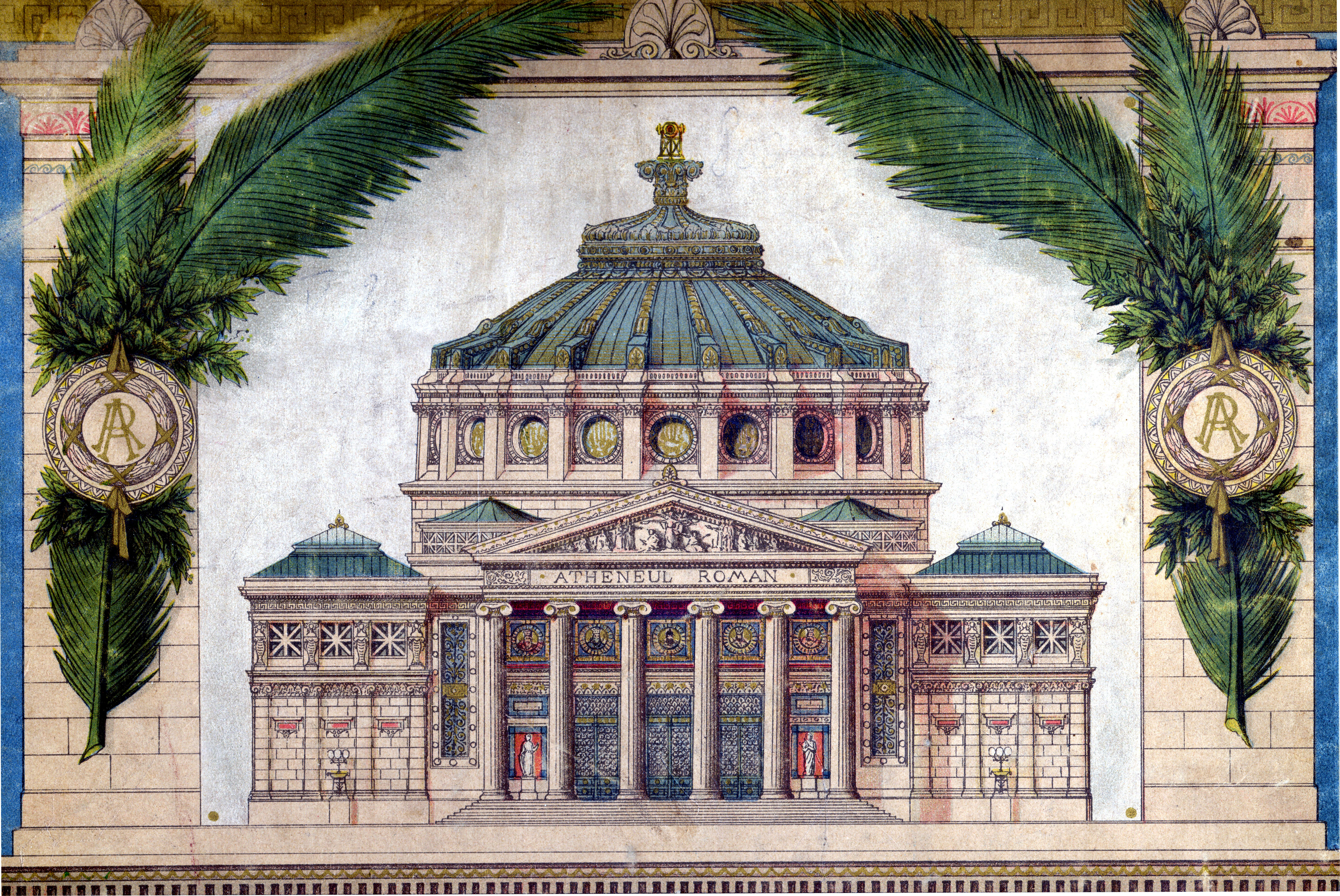
Entwurf von Albert Galleron

Das Bukarester Athenäum (rum. Ateneul Român) steht in der rumänischen Hauptstadt Bukarest. Das Gebäude wurde in den Jahren 1885 bis 1888 nach den Plänen des französischen Architekten Albert Galleron erbaut. Mehrere Architekten gaben nachfolgend dem denkmalgeschützten Athenäum sein heutiges Aussehen.

## Geschichte
Der Baugrund war ursprünglich für einen Zirkus mit Manege vorgesehen. Danach sollte das Gebäude Sitz der 1863 gegründeten Literarischen Gesellschaft "Ateneul Român" werden. Mangels finanzieller Mittel wurde nach einem Spendenaufruf das Gebäude zur Konzerthalle umgestaltet. In den Jahren 1919 bis 1920 war das Athenäum Sitz des Abgeordnetenhauses. 1924 hat man bei einem Umbau im Keller einen Kinosaal und zwei Rundräume angelegt. Das Konzerthaus beheimatet inzwischen die Staatsphilharmonie George Enescu.

## Architektur
Das Bauwerk ist 41 Meter hoch. Das Äußere des Athenäums ist von mehreren Baustilen geprägt. Auffallend ist der klassizistische Baustil des Portikus mit seinen ionischen Säulen. Zu beiden Seiten befindet sich ein Eckrisalit. Zwischen den Säulen des Portikus befinden sich auf nachträglich hinzugefügten runden Goldmosaiken Porträts bedeutender Fürsten der rumänischen Geschichte. Das Rundgewölbe der Eingangshalle im Erdgeschoss wird von zwölf dorischen Säulen getragen. Vor dem Portal blickt ein bronzener Mihai Eminescu (Rumäniens Dichterfürst) herunter. Zuletzt wurde das Gebäude in den Jahren 2000 bis 2004 renoviert.

## Innenraum
Der große Konzertsaal mit heute 794 Plätzen hat einen Durchmesser von 28,50 Meter und ist 16 Meter hoch. In diesem Saal finden internationale Konzerte oder Konzerte des philharmonischen Orchesters George Enescu statt. Dort traten Musiker und Dirigenten wie George Enescu, Dinu Lipatti, Maurice Ravel, David Oistrach, Yehudi Menuhin auf.
Eine Freskomalerei von Costin Petrescu auf dem Tambour der Kuppel (Mauer zwischen Pendentif und Kuppel) ist 3 Meter breit und 75 Meter lang. In 25 Szenen schildert sie Höhepunkte der rumänischen Geschichte ab der Römerzeit (Eroberung Dakiens von den Römern, Überfall der Barbaren, Teilnahme der rumänischen Fürsten an den Kreuzzügen, Revolution 1848 in den rumänischen Fürstentümern, Vereinigung 1859, Unabhängigkeitskrieg, König Ferdinand I u. a.).